# How Washington Crossed the Delaware
How Washington Crossed the Delaware è un cortometraggio muto del 1912 diretto da Oscar Apfel. È il settimo episodio della serie dedicata alla storia degli Stati Uniti.

## Produzione
Il film fu prodotto dalla Edison Company.

## Distribuzione
Distribuito dalla General Film Company, il film - un  cortometraggio di una bobina - uscì nelle sale cinematografiche statunitensi il 29 marzo 1912.
In Francia, la pellicola prese il titolo Comment Washington traversa le Delaware.